# Championnats de Grande-Bretagne de cyclo-cross

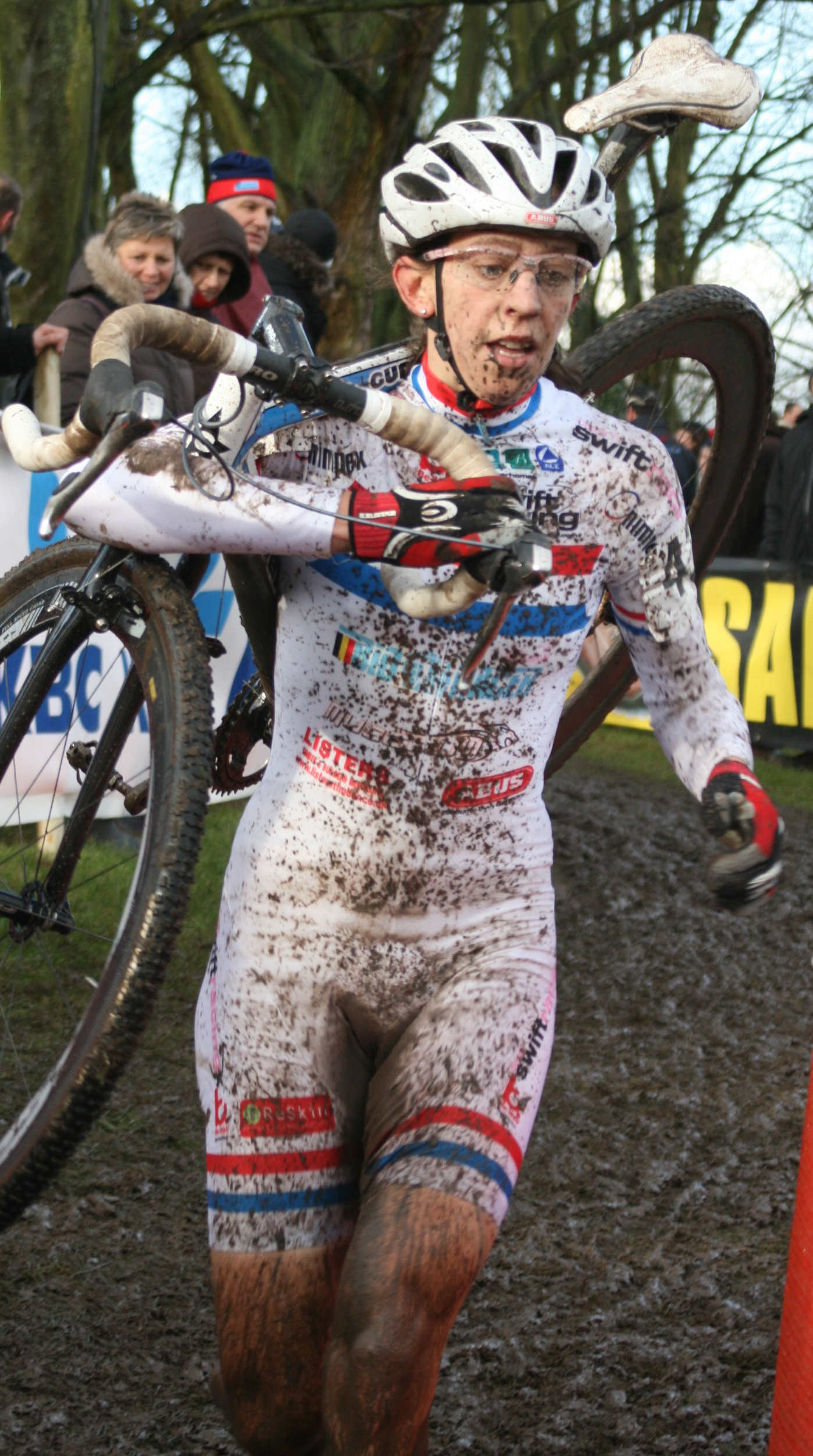
Helen Wyman, vêtue du maillot de championne de Grande-Bretagne

Les championnats de Grande-Bretagne de cyclo-cross sont une compétition de cyclo-cross organisée annuellement afin de décerner le titre de champion de Grande-Bretagne de cyclo-cross.

## Hommes

### Élites
| Année | Vainqueur       | Deuxième          | Troisième        |
| ----- | --------------- | ----------------- | ---------------- |
| 1955  | Alan Jackson    |                   |                  |
| 1956  | Alan Jackson    |                   |                  |
| 1957  | Don Stone       | Alan Jackson      |                  |
| 1958  | Don Stone       | Barry Spence      |                  |
| 1959  | Barry Spence    |                   |                  |
| 1960  | D. Briggs       |                   |                  |
| 1961  | John Atkins     | D. Briggs         |                  |
| 1962  | John Atkins     | Keith Mernickle   |                  |
| 1963  | Mick Stallard   | John Atkins       | Keith Mernickle  |
| 1964  | Mick Stallard   | Keith Mernickle   |                  |
| 1965  | Mick Stallard   | Keith Mernickle   |                  |
| 1966  | John Atkins     | Roger Page        | Dave Wren        |
| 1967  | John Atkins     | Dave Wren         | John Barnes      |
| 1968  | John Atkins     | Roger Page        | Dave Wren        |
| 1969  | John Atkins     |                   |                  |
| 1970  | John Atkins     |                   |                  |
| 1971  | John Atkins     | Alfred Stone      | Keith Mernickle  |
| 1972  | John Atkins     | Daryl Brassington | Keith Mernickle  |
| 1973  | John Atkins     | Keith Mernickle   | Alfred Stone     |
| 1974  | John Atkins     | Daryl Brassington | Keith Mernickle  |
| 1975  | Jeff Morris     | John Atkins       | Keith Mernickle  |
| 1976  | Keith Mernickle | John Atkins       | Christopher Dodd |
| 1977  | John Atkins     | Keith Mernickle   | Ian Jewell       |
| 1978  | Chris Wreghitt  | John Atkins       | Eric Stone       |
| 1979  | Chris Wreghitt  | Phil Allison      | Christopher Dodd |
| 1980  | Chris Wreghitt  | Eric Stone        | Christopher Dodd |
| 1981  | Chris Wreghitt  | Eric Stone        |                  |
| 1982  | Chris Wreghitt  |                   |                  |
| 1983  | Steve Douce     | Chris Wreghitt    | Chris Young      |
| 1984  | Chris Young     | Steve Douce       |                  |
| 1985  | Steve Douce     | Chris Young       |                  |
| 1986  | Steve Douce     | Chris Young       |                  |
| 1987  | Steve Douce     | Tim Gould         |                  |
| 1988  | Steve Douce     | Tim Gould         | Chris Young      |
| 1989  | Steve Douce     | Barrie Clarke     | Tim Gould        |
| 1991  | Chris Young     | Steve Douce       |                  |
| 1993  | Steve Douce     | David Baker       | Peter Stevenson  |
| 1994  | Roger Hammond   | Nick Craig        | Steve Douce      |
| 1995  | Barrie Clarke   | Steve Douce       | Nick Craig       |
| 1996  | Nick Craig      | Barrie Clarke     | Roger Hammond    |
| 1997  | Barrie Clarke   | Steve Knight      | Roger Hammond    |
| 1998  | Nick Craig      | Barrie Clarke     | Steve Knight     |
| 1999  | Steve Knight    | Nick Craig        | Barrie Clarke    |
| 2000  | Roger Hammond   | Barrie Clarke     | Carl Sturgeon    |
| 2001  | Roger Hammond   | Steve Knight      | Matthew Ellis    |
| 2002  | Roger Hammond   | Matthew Ellis     | Nick Craig       |
| 2003  | Roger Hammond   | Matthew Ellis     | Barrie Clarke    |
| 2004  | Roger Hammond   | Nick Craig        | Jody Crawforth   |
| 2005  | Nick Craig      | Liam Killeen      | Matthew Ellis    |
| 2006  | Roger Hammond   | Liam Killeen      | Jody Crawforth   |
| 2007  | Phil Dixon      | Nick Craig        | Robert Jebb      |
| 2008  | Roger Hammond   | Liam Killeen      | Paul Oldham      |
| 2009  | Jody Crawforth  | Paul Oldham       | Roger Hammond    |
| 2010  | Ian Bibby       | Jody Crawforth    | Paul Oldham      |
| 2011  | Paul Oldham     | Jody Crawforth    | Liam Killeen     |
| 2012  | Ian Field       | Liam Killeen      | Jody Crawforth   |
| 2013  | Ian Field       | Ian Bibby         | David Fletcher   |
| 2014  | Ian Field       | David Fletcher    | Nick Craig       |
| 2015  | Ian Field       | Liam Killeen      | Lewis Craven     |
| 2016  | Liam Killeen    | Ian Field         | Jack Clarkson    |
| 2017  | Ian Field       | Liam Killeen      | Paul Oldham      |
| 2018  | Grant Ferguson  | Ian Field         | Liam Killeen     |
| 2019  | Thomas Pidcock  | Ben Turner        | Thomas Mein      |
| 2020  | Thomas Pidcock  | Ben Tulett        | Cameron Mason    |
| 2022  | Thomas Mein     | Cameron Mason     | Joseph Blackmore |
| 2023  | Cameron Mason   | Joseph Blackmore  | Thomas Mein      |
| 2024  | Cameron Mason   | Thomas Mein       | Lewis Askey      |
| 2025  | Cameron Mason   | Ben Chilton       | Daniel Barnes    |

### Moins de 23 ans
| Année | Vainqueur               | Deuxième         | Troisième         |
| ----- | ----------------------- | ---------------- | ----------------- |
| 2007  | Ian Bibby               | Ian Field        | Ross Creber       |
| 2008  | Ian Bibby               | Ian Field        | David Fletcher    |
| 2009  | David Fletcher          | Jonathan McEvoy  | Stephen Adams     |
| 2010  | Jamie Harris            | Stephen Adams    | David Nichols     |
| 2011  | Luke Gray               | David Fletcher   | Billy-Joe Whenman |
| 2012  | Steven James            | Kenta Gallagher  | Grant Ferguson    |
| 2013  | Grant Ferguson          | Steven James     | Ben Sumner        |
| 2014  | Grant Ferguson          | Kenta Gallagher  | Ben Sumner        |
| 2015  | Grant Ferguson          | Jack Clarkson    | Ben Sumner        |
| 2016  | Iain Paton              | Benjamin Wadey   | Nicholas Barnes   |
| 2017  | Billy Harding           | Chris Rothwell   | Flazer Clacherty  |
| 2018  | Thomas Pidcock          | Ben Turner       | Daniel Tulett     |
| 2019  | Thomas Pidcock          | Ben Turner       | Thomas Mein       |
| 2022  | Cameron Mason           | Joseph Blackmore | Toby Barnes       |
| 2023  | Joseph Blackmore        | Daniel Barnes    | Jenson Young      |
| 2024  | Corran Carrick-Anderson | Simon Wyllie     | Daniel Barnes     |
| 2025  | Ben Chilton             | Ben Askey        | Luke Gibson       |

### Juniors
| Année | Vainqueur          | Deuxième             | Troisième               |
| ----- | ------------------ | -------------------- | ----------------------- |
| 2007  | Alex Paton         | Scott Thwaites       | Jonathan McEvoy         |
| 2008  | Alex Paton         | Andrew Williams      | Hamish Creber           |
| 2009  | Thomas Moses       | Sam Harrison         | Daniel McLay            |
| 2010  | Luke Gray          | Thomas Moses         | Kenta Gallagher         |
| 2011  | Hugo Robinson      | Grant Ferguson       | Luke Grivell-Mellor     |
| 2012  | Hugo Robinson      | Alexander Welburn    | Joseph Moses            |
| 2013  | Billy Harding      | Jack Ravenscroft     | Harry Franklin          |
| 2014  | Thomas Craig       | Dylan Kerfoot-Robson | Jack Ravenscroft        |
| 2015  | Thomas Craig       | Alfie Moses          | Mark McGuire            |
| 2016  | Mark Donovan       | Harry Yates          | William Gascoyne        |
| 2017  | Thomas Pidcock     | Ben Turner           | Daniel Tulett           |
| 2018  | Sean Flynn         | Ben Tulett           | Jenson Young            |
| 2019  | Ben Tulett         | Lewis Askey          | Jenson Young            |
| 2020  | Rory McGuire       | Oliver Stockwell     | Corran Carrick-Anderson |
| 2022  | Joseph Smith       | Ben Askey            | Max Greensill           |
| 2023  | Sebastian Grindley | Oliver Peace         | Jacob Bush              |
| 2024  | Oscar Amey         | Sebastian Grindley   | Alfie Amey              |
| 2025  | Oscar Amey         | Milo Wills           | Declan Oldham           |

## Femmes

### Élites
| Année | Vainqueur          | Deuxième            | Troisième           |
| ----- | ------------------ | ------------------- | ------------------- |
| 1993  | Caroline Alexander | Isla Rowntree       | Michelle Bergstrand |
| 1994  | Caroline Alexander | Sally Hibberd       | Isla Rowntree       |
| 1995  | Caroline Alexander | Louise Robinson     | Isla Rowntree       |
| 1996  | Caroline Alexander | Deb Murrell         | Isla Rowntree       |
| 1997  | Caroline Alexander | Isla Rowntree       | Louise Robinson     |
| 1998  | Caroline Alexander | Louise Robinson     | Isla Rowntree       |
| 1999  | Isla Rowntree      | Louise Robinson     | Lindsay Clarke      |
| 2000  | Louise Robinson    | Nicole Cooke        | Susan Carter        |
| 2001  | Nicole Cooke       | Louise Robinson     | Sue Thomas          |
| 2002  | Isla Rowntree      | Victoria Wilkinson  | Susan Carter        |
| 2003  | Isla Rowntree      | Victoria Wilkinson  | Nikki Harris        |
| 2004  | Louise Robinson    | Victoria Wilkinson  | Rachel Heal         |
| 2005  | Louise Robinson    | Victoria Wilkinson  | Helen Wyman         |
| 2006  | Helen Wyman        | Louise Robinson     | Victoria Wilkinson  |
| 2007  | Helen Wyman        | Gabriella Day       | Isla Rowntree       |
| 2008  | Helen Wyman        | Gabriella Day       | Isla Rowntree       |
| 2009  | Helen Wyman        | Gabriella Day       | Suzanne Clarke      |
| 2010  | Helen Wyman        | Nikki Harris        | Gabriella Day       |
| 2011  | Helen Wyman        | Nikki Harris        | Gabriella Day       |
| 2012  | Helen Wyman        | Nikki Harris        | Annie Last          |
| 2013  | Nikki Harris       | Helen Wyman         | Annie Last          |
| 2014  | Helen Wyman        | Nikki Harris        | Ffion James         |
| 2015  | Helen Wyman        | Nikki Harris        | Annie Last          |
| 2016  | Nikki Harris       | Helen Wyman         | Delia Beddis        |
| 2017  | Nikki Brammeier    | Hannah Payton       | Bethany Crumpton    |
| 2018  | Helen Wyman        | Nikki Brammeier     | Bethany Crumpton    |
| 2019  | Nikki Brammeier    | Anna Kay            | Helen Wyman         |
| 2020  | Harriet Harnden    | Bethany Crumpton    | Anna Kay            |
| 2022  | Harriet Harnden    | Annie Last          | Anna Kay            |
| 2023  | Zoe Bäckstedt      | Annie Last          | Ella Maclean-Howell |
| 2024  | Anna Kay           | Ella Maclean-Howell | Grace Inglis        |
| 2025  | Xan Crees          | Cat Ferguson        | Imogen Wolff        |

### Moins de 23 ans
| Année | Vainqueur           | Deuxième            | Troisième        |
| ----- | ------------------- | ------------------- | ---------------- |
| 2016  | Evie Richards       | Bethany Crumpton    | Sophie Wright    |
| 2017  | Evie Richards       | Amira Mellor        | Ffion James      |
| 2018  | Evie Richards       | Harriet Harnden     | Anna Kay         |
| 2019  | Anna Kay            | Ffion James         | Sophie Thackray  |
| 2020  | Harriet Harnden     | Anna Kay            | Alderney Baker   |
| 2022  | Harriet Harnden     | Xan Crees           | Amy Perryman     |
| 2023  | Zoe Bäckstedt       | Ella Maclean-Howell | Ishbel Strathdee |
| 2024  | Ella Maclean-Howell | Millie Couzens      | Imogen Wolff     |
| 2025  | Cat Ferguson        | Imogen Wolff        | Hope Inglis      |

### Juniors
| Année | Vainqueur           | Deuxième           | Troisième              |
| ----- | ------------------- | ------------------ | ---------------------- |
| 2006  | Amy Thompson        |                    |                        |
| 2007  | Rebecca Thompson    | Corinne Hall       | Becky James            |
| 2008  | Annie Last          | Corinne Hall       | Rebecca Thompson       |
| 2009  | Ruby Miller         | Penny Rowson       |                        |
| 2010  | Hannah Barnes       | Penny Rowson       | Rebecca Keogh          |
| 2011  | Hannah Payton       | Bethany Crumpton   | Amy Roberts            |
| 2012  | Hannah Payton       | Bethany Crumpton   | Rebecca Preece         |
| 2013  | Alice Barnes        | Lucy Barnes        | Emily Grant            |
| 2014  | Ffion James         | Abby-Mae Parkinson | Amira Mellor           |
| 2015  | Amira Mellor        | Evie Richards      | Ffion James            |
| 2019  | Harriet Harnden     | Anna Flynn         | Maddie Wadsworth       |
| 2020  | Millie Couzens      | Josie Nelson       | Anna Flynn             |
| 2022  | Ella Maclean-Howell | Elizabeth McKinnon | Emily Carrick-Anderson |
| 2023  | Imogen Wolff        | Elizabeth McKinnon | Florence Lissaman      |
| 2024  | Cat Ferguson        | Alice Colling      | Esther Wong            |
| 2025  | Zoe Roche           | Ellie Mitchinson   | Arabella Blackburn     |